# Langston (Oklahoma)
Langston és un poble dels Estats Units a l'estat d'Oklahoma. Segons el cens del 2000 tenia 1.670 habitants.

## Demografia
Segons el cens del 2000, Langston tenia 1.670 habitants, 199 habitatges, i 92 famílies. La densitat de població era de 346,7 habitants per km².
Dels 199 habitatges en un 27,6% hi vivien nens de menys de 18 anys, en un 16,1% hi vivien parelles casades, en un 27,1% dones solteres, i en un 53,3% no eren unitats familiars. En el 37,7% dels habitatges hi vivien persones soles el 12,6% de les quals corresponia a persones de 65 anys o més que vivien soles. El nombre mitjà de persones vivint en cada habitatge era de 2,25 i el nombre mitjà de persones que vivien en cada família era de 3,14.
Per edats la població es repartia de la següent manera: un 7,6% tenia menys de 18 anys, un 75,3% entre 18 i 24, un 8,4% entre 25 i 44, un 4,9% de 45 a 60 i un 3,8% 65 anys o més.
L'edat mediana era de 21 anys. Per cada 100 dones de 18 o més anys hi havia 85,9 homes.
La renda mediana per habitatge era de 14.722 $ i la renda mediana per família de 26.042 $. Els homes tenien una renda mediana de 23.750 $ mentre que les dones 20.417 $. La renda per capita de la població era de 17.602 $. Entorn del 23,5% de les famílies i el 33,8% de la població estaven per davall del llindar de pobresa.

## Poblacions més properes
El següent diagrama mostra les poblacions més properes.